# Ctenicera indentata
Ctenicera indentata is een keversoort uit de familie kniptorren (Elateridae). De wetenschappelijke naam van de soort is voor het eerst geldig gepubliceerd in 1996 door Punam & Saini.